# چالاکودی
چالاکودی (به انگلیسی: Chalakudy) یک شهرک در هند است که در ایالت کرالا واقع شده‌است.

## خصوصیات
چالاکودی ۴۹٬۵۲۵ نفر جمعیت دارد.